# Falu rågrut

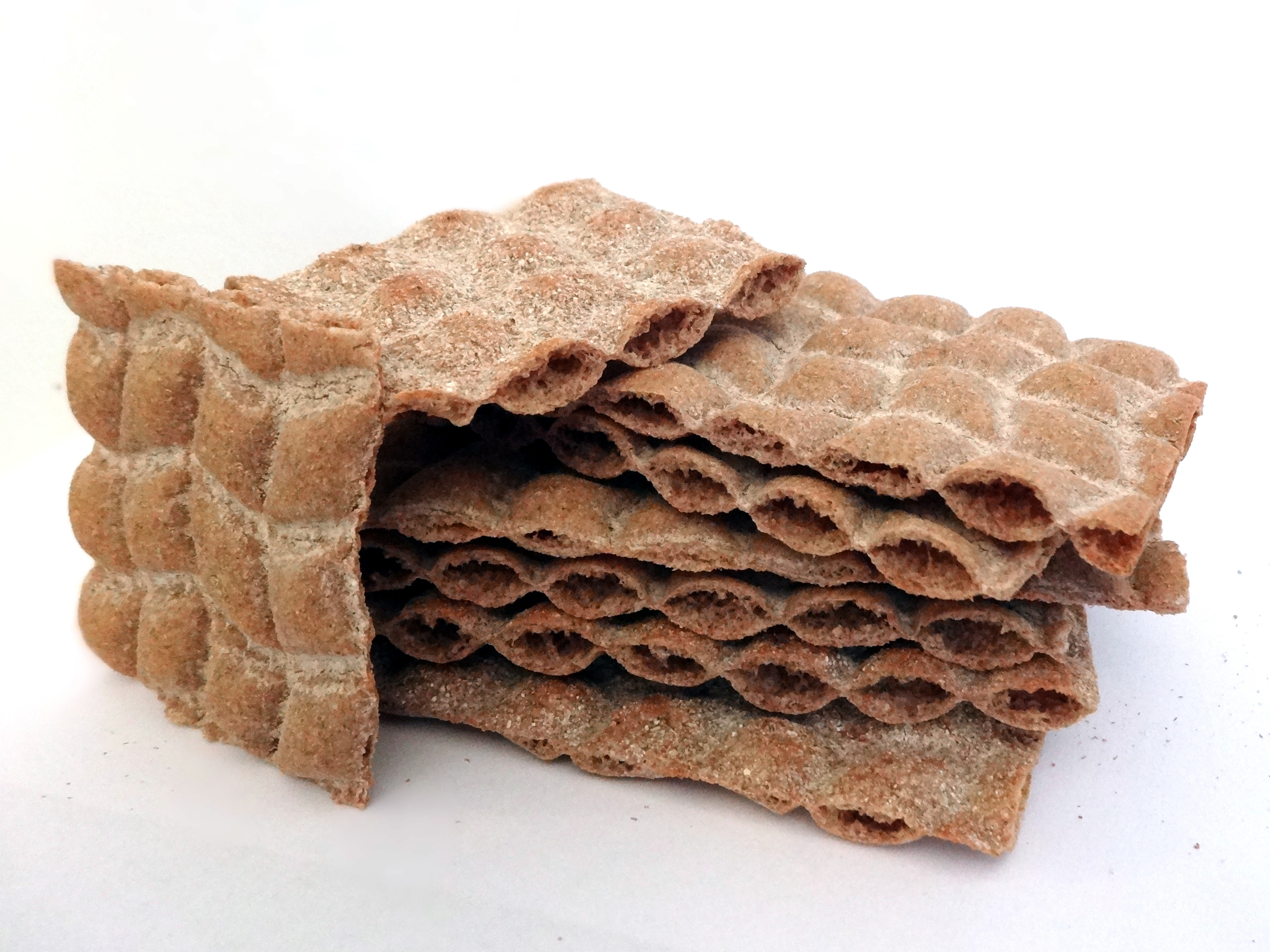
Några skivor Falu rågrut.

Falu rågrut är ett varumärke för ett knäckebröd från Wasabröd. Det är ett hårt rågbröd i form av små "kuddar", vilket gör det lätt att bryta upp i delar.

## Historik
Brödet tillverkades från början av Falu spisbrödsfabrik. Enligt Leksandsbröd uppfann och patenterade de processen för att tillverka rutbröd varpå de 1937 licensierade denna till Falu spisbrödsfabrik. Falu spisbrödsfabrik började sälja brödet under namnet Falu Rutbröd, vilket senare ändrades till Falu råg-rut.
Under en period fanns en variant gjord på vete kallad Falu vete-rut. Det var främst tillgänglig regionalt i norra Sverige, men år 1988 lanserades denna variant även i södra Sverige.
År 1950 tecknade Falu spisbrödsfabrik ett avtal med Wasabröd som innebar att Wasabröd distribuerade Falu Rutbröd mot att Falufabriken inte utökade sin produktion för att konkurrera med Wasabröd.
År 1987 köptes Falu spisbrödsfabrik av Wasabröd. År 1997 lades fabriken i Falun ner och tillverkningen flyttades till Filipstad.
Namnet ändrades inte trots att produktionen inte längre skedde i Falun, vilket dock inte var något nytt för Wasabröd som då länge tillverkat Moraknäcke i Filipstad. När  Leksandsbröd under 2001–2003 framgångsrikt stämde Wasa för användningen av namnet Mora valde man att inte göra samma sak med Falu rågrut eftersom det varumärket hade sitt ursprung i Falun, vilket inte Moraknäcke hade.